# Otterlose Bos
Het Otterlose Bos is een natuurgebied in het Nederlandse Nationaal Park De Hoge Veluwe. 
Het Otterlose Bos was tot medio 2015 een vrij toegankelijk bos ten zuiden van de Gelderse plaats Otterlo. In juli 2015 besliste de Raad van State, in hoger beroep, dat het park de Hoge Veluwe het bos binnen de omheining van haar gebied mocht brengen. Het Otterlose Bos is na deze uitspraak, evenals de andere delen van de Hoge Veluwe, slechts tegen betaling toegankelijk. In het Otterlose Bos wordt een zogenaamde corridor — De Plijmen — aangelegd om de heideterreinen aan de noordzijde van het bos (het Otterlose Zand en 't Rieselo) te verbinden met de heideterreinen aan de zuidzijde van het bos (het Oud-Reemsterzand en De Pollen).
Aan de zuidzijde van het bos bevindt zich het Jeneverbessenbos, een natuurreservaat met een grote concentratie aan jeneverbestruiken. Het Jeneverbessenbos is voorzien van een omheining om de flora te beschermen tegen wildvraat. 

## Afbeeldingen

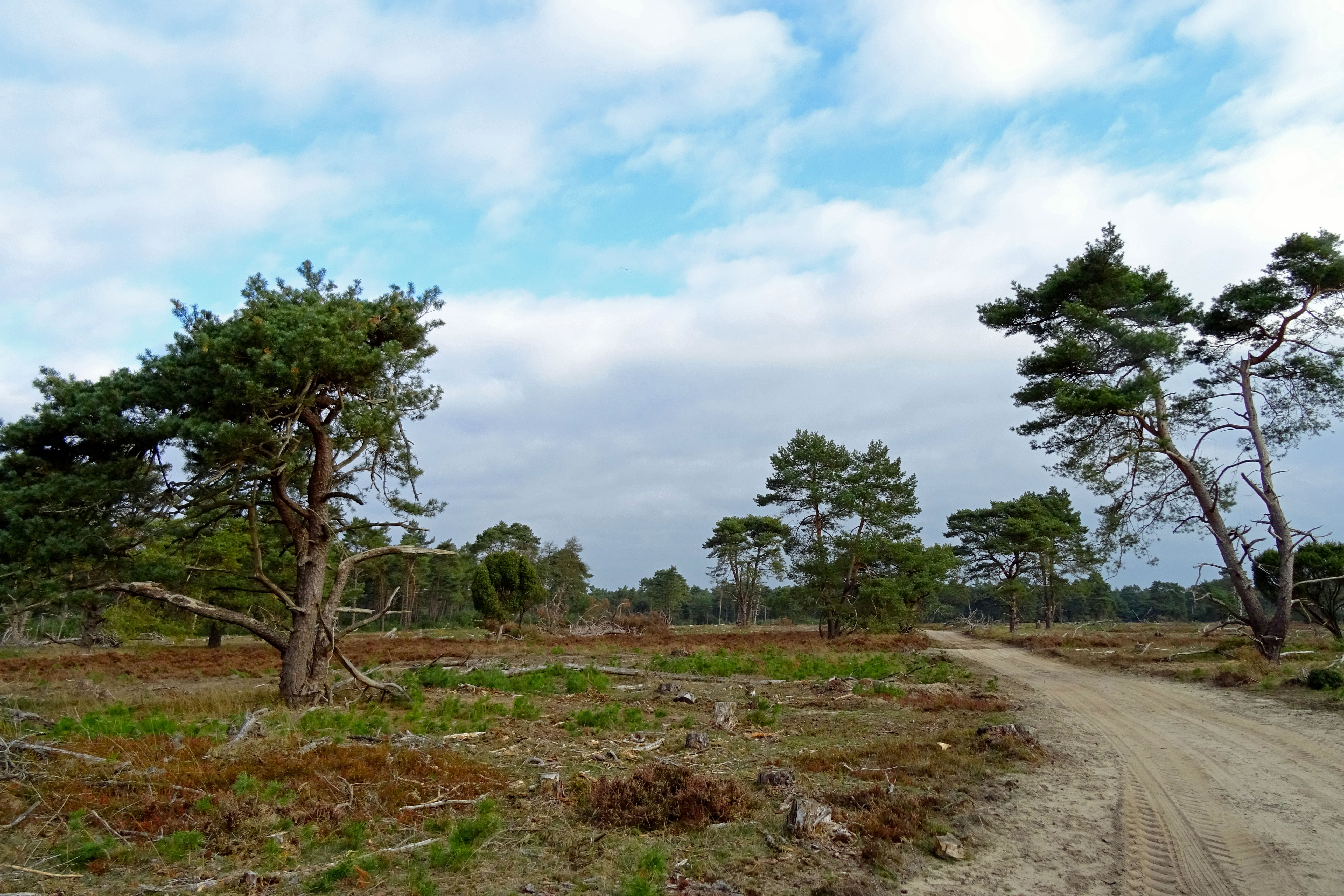
Aanleg corridor door het Otterlose Bos/de Plijmen
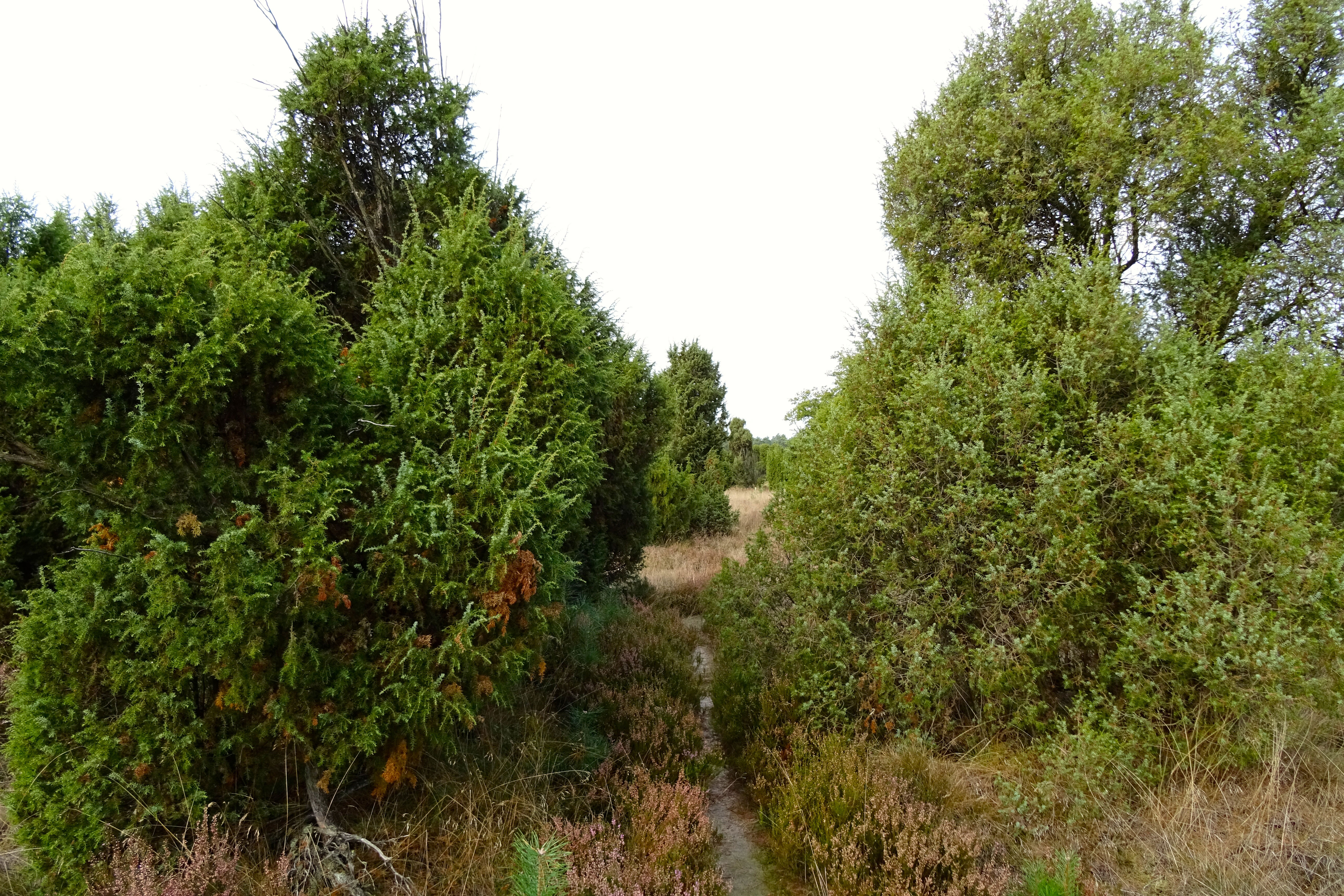
Het Jeneverbessenbos
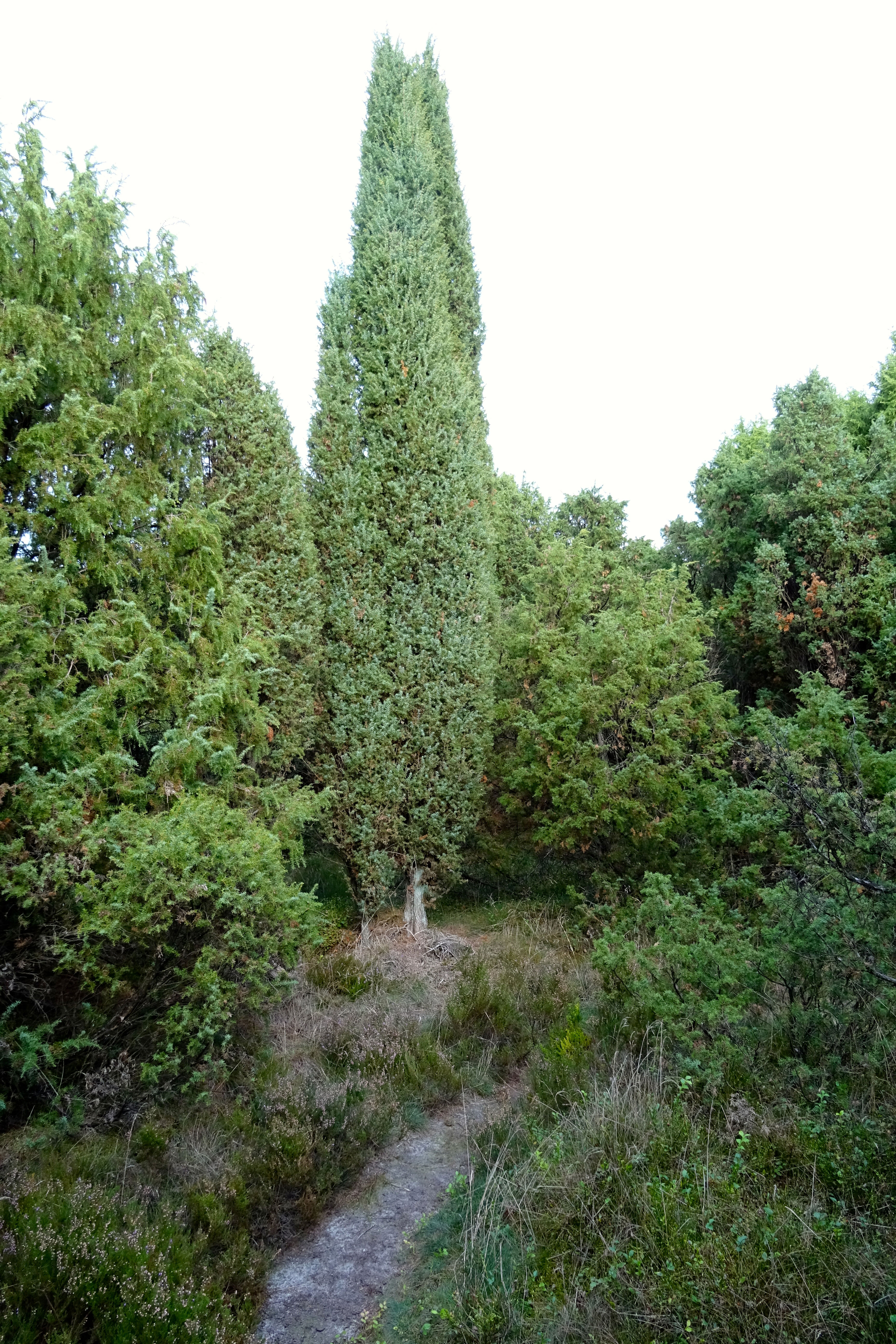
Het Jeneverbessenbos